# Доплеров ефект
Доплеров ефект е промяната на приеманата от наблюдателя честота и дължина на вълната, когато източникът и/или наблюдателят (приемникът) се движат по направление един към друг. Честотата се увеличава, когато източникът и наблюдателят се доближават, и намалява, когато се отдалечават.
За вълни, разпространяващи се в някаква среда, например звук във въздух, трябва да се отчита поотделно движението спрямо средата на излъчвателя и приемника. За вълни, неизискващи среда за разпространението си, например електромагнитни вълни, е от значение само скоростта един спрямо друг на излъчвателя и приемника.

## История
Доплеровият ефект е описан за пръв път от Кристиян Андреас Доплер през 1842 г. и е наречен на негово име. Доплер е изследвал промяната на честотата на звуковите вълни при преместване на звуковия източник спрямо неподвижен наблюдател. Той провежда следния експеримент: в продължение на два дни използва влак, натоварен със свирещи тромпетисти като на всеки отделен опит влакът се движи с различна скорост. В експеримента участва музикант, способен да различи промяната във височината на тоновете при приближаването и отдалечаването на влака. Макар че Доплер не успява да приложи теорията си за светлината, по-късно става ясно, че доплеровият ефект важи и за светлинните вълни и това се превръща в основно доказателство за разширяването на Вселената.

## Математическо изразяване
Промяната на честотата при положение, че и източникът, и приемникът се движат, се дава със следната формула:
{\displaystyle f'=f.{\bigg (}{\frac {v\pm v_{o}}{v\mp v_{s}}}{\bigg )}}
където f' е приеманата честота, f излъчената честота, v – скоростта на звука, а v0 и vs са съответно скоростите на наблюдателя и излъчвателя. Знаците {\displaystyle \pm } и {\displaystyle \mp } трябва да са в дадения ред т.е. ако в числителят е минус, знаменателят е плюс.
Пример:
Наблюдател се движи със скорост 42 м/с към стационарен тромпетист, който свири нотата „ла“ с честота 440 Hz. Каква честота чува наблюдателя? (vзвука = 343 м/с).
Решение: ( vs = 0 )
{\displaystyle f'=f.{\bigg (}1\pm {\frac {v_{o}}{v}}{\bigg )}}
{\displaystyle f'=440Hz.{\bigg (}1+{\frac {42m/s}{343m/s}}{\bigg )}}
{\displaystyle \ f'=493,88Hz}